# Federico Pagani
Federico Pagani (* 19. April 1985 in Santa Rosa de Toay) ist ein ehemaliger argentinischer Straßenradrennfahrer.

## Sportliche Laufbahn
Federico Pagani wurde 2003 argentinischer Meister im Einzelzeitfahren der Juniorenklasse. Im Jahr darauf entschied er die Gesamtwertung der 500 Millas del Norte für sich. 2006 wurde er bei den Panamerikameisterschaften Dritter im Zeitfahren der U23-Klasse. In der Saison 2007 entschied er die Gesamtwertung der Vuelta al Valle für sich entscheiden. 2008 gehörte er zu dem Team, das das Mannschaftszeitfahren bei der Clásica del Oeste-Doble Bragado gewann und siegte bei jeweils einem Teilstück bei den spanischen Rundfahrten Volta a Coruña und Volta a Lleida. 2009 gewann er mit dem Team das Mannschaftszeitfahren der Rutas de América.

## Erfolge
2003
- Argentinischer Meister – Einzelzeitfahren (Junioren)

2006
- Panamerikameisterschaft – Einzelzeitfahren (U23)
- Argentinischer Meister – Einzelzeitfahren (U23)

2008
- eine Etappe Volta a Lleida

2009
- Mannschaftszeitfahren Rutas de América

## Teams
- 2013–2015 Buenos Aires Provincia
- 2016 Los Matanceros